# Cem Oral

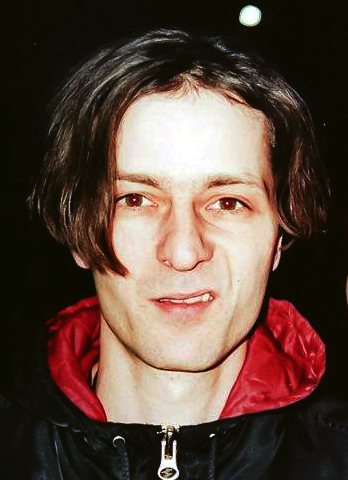
Cem Oral

Cem Oral, auch bekannt unter seinen Pseudonymen Jammin’ Unit und G 104, ist ein deutscher Musiker, Labelbetreiber und Mastering Engineer. Er war unter anderem Mitglied der Techno-Projekte Air Liquide (1991–2005), Ultrahigh (1993–2003) und UMO (1996–2000).

## Leben
Oral wurde in Deutschland als Sohn eines türkischen Vaters und einer finnischen Mutter geboren. Sein Bruder Can Oral (alias Khan) ist ebenfalls als Musiker tätig.
Als Teenager experimentierte er erstmals mit einem 4-Spur-Rekorder und Synthesizern.
1991 gründete er mit Ingmar Koch die Band Air Liquide, die bis zum Jahr 2005 bestand. Gemeinsam mit Roger Cobernuss gründete er 1993 auch das Projekt Ultrahigh, das auch unter den Projektnamen Restgeraeusch, Titanium Steel Screws, Vene und Zulutronic veröffentlichte. Mit Koch und Jörg Burger betrieb er ab 1992 das Label Blue, auf dem unter anderem Veröffentlichungen eigener Projekte wie Air Liquide, M.F.A., H.E.A.D., G.E.F. und Electronic Dub erschienen. 1995 gründete er mit seinem Ultrahigh-Partner Roger Cobernuss in Frankfurt am Main das Label Pharma, auf dem neben Produktionen der beiden Betreiber auch Werke der Künstler DMX Krew und Bad Street Boy erschienen.
Mit Adel Hafsi und Terrible gründete Oral auch das Projekt UMO (Unidentified Musical Objects), das zwischen 1996 und 2000 drei Alben veröffentlichte.
Seit 1993 betreibt er das Tonstudio Jammin Masters. Er betreute unter anderem den Masteringprozess von Musikstücken der Bands und Musiker Wu-Tang Clan, Michael Rother, George McCrae, Black Eyed Peas, Gwen Stefani, Nine Inch Nails, Mad Professor, Coldcut, Stereo Total, Mark Stewart, Daddy Freddy, Prong, Holger Czukay, FM Einheit, The Shamen, BVSMP, Captain Comatose, Oskar Sala, Kerosene, Die Haut, Vapour Space, Caspar Pound und Jay Haze.
Cem Oral lebt und arbeitet in Berlin.

## Solo-Diskographie (Auswahl)

### Alben
- 1995: Jammin’ Unit – Jammin' Unit Discovers Chemical Dub (Rising High Records)
- 1997: Jammin’ Unit – Deaf, Dub And Blind (Blue Planet Recordings)
- 1998: Witchman vs. Jammin' Unit – Inferno (Blue Planet Recordings)
- 1998: Jammin’ Unit – Are You Prepared? (Pharma)

### Singles und EPs
- 1993: G 104 – Mind Missile EP (Force Inc. Music Works)
- 1993: Jammin’ Unit – Kardeslik EP (Structure)
- 1994: Free Radicals – Carrera E.P. (OZON)
- 1994: Jammin’ Unit vs. Walker – Money Talk$! (Dj.ungle Fever)
- 1994: Jammin’ Unit – Flower Swing (Dj.ungle Fever)
- 1994: Jammin’ Unit – 140 (Force Inc. Music Works)
- 1994: Biochip C., Jammin' Unit & Walker – Shark-Trax (Rising High Records)
- 1995: G 104 / Kerosene – Foolda Gap / Camp King (Pharma)
- 1995: G 104 / Kerosene – Nurse City / Bassphemic Village (Pharma)
- 1995: Jammin’ Unit – Remote Car Babe (Temple Records N.Y.C. Inc.)
- 1996: G 104 – On The Floor (Pharma)
- 1996: Jammin’ Unit – Totally Unintelligent (Rising High Records)
- 1997: Kerosene / Jammin’ Unit – Heroin (Pharma)
- 1997: Oral Experience – Never Been On E (Eat Raw)
- 1998: G 104 – Cut That Shit (Pharma)
- 2003: Jammin’ Unit – Heroin.Remix (Devoted Tunes)
- 2003: Jammin’ Unit & Kerosene – Izmir Acid (INEX Music Works)
- 2004: Jammin’ Unit – Ali Bey (Dj.ungle Fever)
- 2007: Jammin’ Unit – Unreleased Madness (Odrex Music & Naked Sound)
- 2009: Jammin’ Unit / Little Nobody – Split 12-Inch, Minus Vinyl #4 (IF?)